# 司法廣場站
司法廣場站（英語：Judiciary Square station）是一個位於美國華盛頓特區，屬於華盛頓地鐵紅線的鐵路車站
司法廣場位於西北區，入口分別位於第4街、D街、第5街和F街。此站同時服務附近許多法庭和市政府建築物。第5街和F街入口位於附近設有很多升降機和扶手電梯的國家法律執行官紀念碑旁邊。第4街和D街入口在週末期間關閉。車站在1976年3月27日啟用。此站也是華盛頓地鐵的誕生地，破土動工儀式即是在1969年12月9日在此處舉行。
2012年9月翻新期間安裝了新的指示牌。

## 車站結構
| G        | 街道層             | 出入口                       |
| P 月台層 | 側式月台，右側開門 | 側式月台，右側開門           |
| P 月台層 | 西行               | 往格羅夫納或涼蔭叢（畫廊）   |
| P 月台層 | 東行               | 往銀泉或格蘭蒙特（聯合車站） |
| P 月台層 | 側式月台，右側開門 |                              |

此站設有2個側式月台和2條軌道，各設有一個月台層閘機和直達國家大廈博物館入口的升降機。

## 車站周邊
- 聯邦法院：美國軍事上訴法院、美國E·巴雷特·普雷特曼法院（英语：E. Barrett Prettyman United States Courthouse）、美國退伍軍人賠償上訴法院（英语：United States Court of Appeals for Veterans Claims）、美國稅務法院
- 市政大廈：H·卡爾·莫爾特里法院、哥倫比亞特區上訴法院（英语：District of Columbia City Hall）以及司法廣場1號（英语：One Judiciary Square）
- 美國勞工部
- 美國警察同業會（英语：Fraternal Order of Police）總部
- 美國政府責任署
- 聯邦調查局華盛頓辦公室
- 喬治城大學法律中心
- 華盛頓都會區交通局總部
- 國立建築博物館
- 國家法律執行官紀念碑（英语：National Law Enforcement Officers Memorial）
- 美國陸軍工兵部隊總部

## 外部連結
- WMATA: Judiciary Square Station
- StationMasters Online: Judiciary Square Station
- The Schumin Web Transit Center: Judiciary Square Station
- F Street entrance from Google Maps Street View
- 4th Street entrance from Google Maps Street View